# Boholt
Boholt (románul: Boholt) falu Romániában, Erdélyben, Hunyad megyében.

## Fekvése
Dévától 14 km-re északra fekszik.

## Népesség

### Etnikai és vallási megoszlás
- 1850-ben 476 ortodox vallású lakosából 456 volt román és húsz cigány nemzetiségű.
- 2002-ben 347 lakosából 346 volt román nemzetiségű; 343 ortodox vallású.

## Története
1453-ban említette először oklevél, Boffal néven. 1479-ben Boholth néven Déva vára tartozékaként említették.
Hunyad vármegyei román falu volt.
Szulfátos-vasas, szénsavas ásványvizét 1882-től palackozták és Erdély-szerte árusították, fogyasztását gyomorbetegek és vérszegények számára ajánlották. Népszerűségéhez hozzájárult, hogy a legközelebb fekvő városnak, Dévának, akkoriban nem volt megfelelő, egészséges ivóvize. 1895 körül a vállalkozás erős hanyatlásnak indult. 1904-ben aztán az ásványvízforrások vizét felhasználva hideg tükörfürdőkből és meleg kádfürdőkből álló fürdőtelepet nyitottak.

## Források

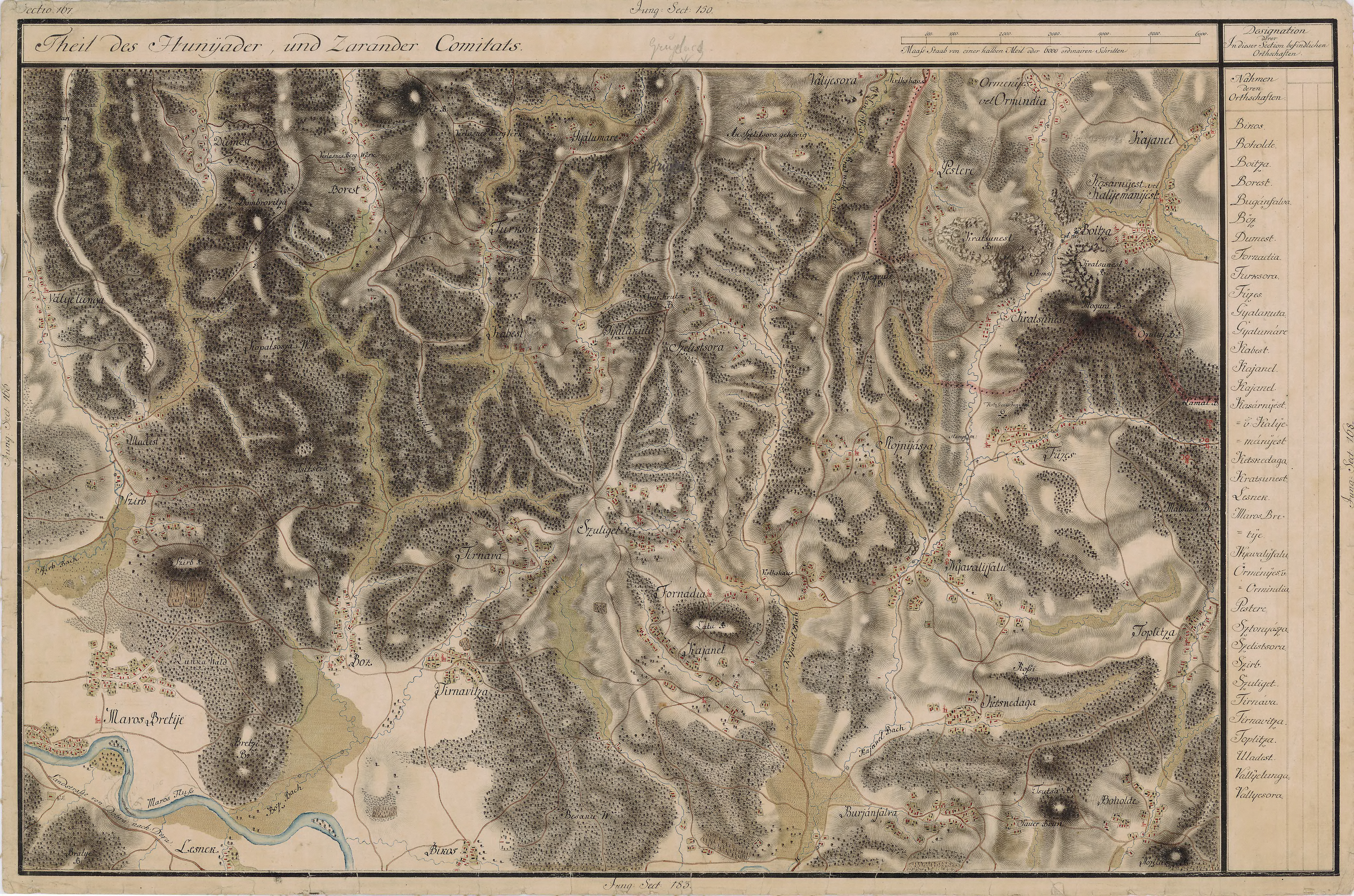
Boholt 1769–73 között

## Látnivalók
- Ásványvízforrások.